# Addy Engels
Pour les articles homonymes, voir Engels (homonymie).
Addy Engels, né le 16 juin 1977 à Zwartemeer, est un ancien coureur cycliste néerlandais aujourd'hui directeur sportif de l'équipe Lotto NL-Jumbo.

## Biographie
Champion des Pays-Bas espoirs en 1998, Addy Engels passe professionnel en 2000 dans l'équipe Rabobank. Son frère Allard a été un bon coureur amateur au début des années 1990 et notamment vainqueur du Tour de Drenthe et d'étapes sur l'Olympia's Tour et l'OZ Wielerweekend.
Coureur prometteur à ses débuts, il termine notamment 24e du Tour d'Italie 2002. Cependant, il ne confirme pas, et est souvent cantonné à un rôle de coéquipier, malgré ses passages chez Bankgiroloterij puis chez Quick Step. Il ne compte aucune victoire à son palmarès, mais a participé à treize grands tours, qu'il a tous terminés, et est passé près de la victoire d'étape sur le Giro 2006, réglant au sprint un groupe d'échappés devancé par Joan Horrach lors de la douzième étape. Ce coéquipier modèle met fin à sa carrière professionnelle au terme de la saison 2011. Grâce à sa longue expérience du peloton, il est recruté par l'équipe Project 1t4i, alors en pleine croissance, afin d'intégrer la direction sportive. L'équipe devient Argos-Shimano en mars.

## Palmarès
- 1994
  -  Champion des Pays-Bas sur route juniors
- 1995
  -  Champion des Pays-Bas sur route juniors
- 1998
  -  Champion des Pays-Bas sur route espoirs
- 1999
  - Prologue du Triptyque ardennais
  - 2e du championnat des Pays-Bas sur route espoirs
  - 3e de la Flèche namuroise
- 2000
  - 2e de la Versatel Classic

## Résultats sur les grands tours

### Tour de France
2 participations
- 2002 : 94e
- 2011 : 146e

### Tour d'Espagne
4 participations
- 2001 : 84e
- 2003 : 114e
- 2006 : 124e
- 2007 : 83e

### Tour d'Italie
9 participations
- 2000 : 80e
- 2002 : 24e
- 2005 : 69e
- 2006 : 84e
- 2007 : 81e
- 2008 : 105e
- 2009 : 112e
- 2010 : 126e
- 2011 : 110e